# Municipio de Jackson (condado de Cambria)
El municipio de Jackson (en inglés: Jackson Township) es un municipio ubicado en el condado de Cambria en el estado estadounidense de Pensilvania. En el año 2000 tenía una población de 4.925 habitantes y una densidad poblacional de 39.3 personas por km².

## Geografía
El municipio de Jackson se encuentra ubicado en las coordenadas 40°27′41″N 78°48′00″O / 40.46139, -78.80000.

## Demografía
Según la Oficina del Censo en 2000 los ingresos medios por hogar en la localidad eran de $34,747 y los ingresos medios por familia eran $40,400. Los hombres tenían unos ingresos medios de $31,706 frente a los $22,660 para las mujeres. La renta per cápita para la localidad era de $15,790. Alrededor del 6,2% de la población estaban por debajo del umbral de pobreza.